# Deutsche Rechnungslegungsstandards
Die Deutschen Rechnungslegungs Standards (DRS) werden vom HGB Fachausschuss, ehemals Deutschen Standardisierungsrat (DSR), des Deutschen Rechnungslegungs Standards Committees (DRSC) entwickelt.
Auf der Grundlage des § 342q HGB hat das Bundesministerium der Justiz (BMJ) mit Vertrag vom 3. September 1998 das DRSC als privates Rechnungslegungsgremium anerkannt. Es hat das DRSC u. a. mit der Entwicklung von Empfehlungen zur Anwendung der Grundsätze über die Konzernrechnungslegung beauftragt. Unter dem Dach des DRSC nimmt der Deutsche Standardisierungsrat diese Aufgabe durch die Herausgabe der deutschen Rechnungslegungsstandards wahr.
Wenn die durch das Bundesministerium der Justiz im Bundesanzeiger bekanntgemachten Standards bei der Rechnungslegung angewendet wurden, wird gemäß § 342q Abs. 2 HGB die Beachtung der die Konzernrechnungslegung betreffenden Grundsätze ordnungsmäßiger Buchführung vermutet.

## Rechtscharakter und Verbindlichkeit
Die DRS adressieren ausschließlich Konzernabschlüsse, die nach deutschem Handelsrecht aufgestellt werden.
Ihr Verpflichtungsgrad und ihr Rechtscharakter ist umstritten. So wird in der Literatur die Meinung vertreten, dass der Bilanzierende die Grundsätze ordnungsmäßiger Buchführung (GoB) einhält, wenn er die DRS beachtet. Es ergäben sich jedoch keine Konsequenzen für den Bilanzierenden bei Nichtbeachten der DRS. Insbesondere hätten die Normen des Gesetzes Vorrang vor den DRS.
Übt der Bilanzierende ein gesetzliches Wahlrecht anders aus als es in den DRS empfohlen wird, so soll der Konzernabschlussprüfer nach Ansicht des Instituts der Wirtschaftsprüfer in Deutschland e. V. keine Einwendungen gegen die Ordnungsmäßigkeit der Konzernrechnungslegung haben (PS 450). Der Abschlussprüfer habe jedoch im Prüfungsbericht auf eine solche Abweichung hinzuweisen.

## Prozess der Entwicklung der Standards
Die Entwicklung der Standards erfolgt in einem formellen Standardsetzungsverfahren (Due Process), indem interessierte Organisationen und Personen zu den Standardentwürfen Stellung nehmen können.

## Aktuelle Standards
| DRS-Nr. | Thema |
| DRS 3   | Segmentberichterstattung Besonderheiten für Kreditinstitute (DRS 3-10) und Versicherungsunternehmen (DRS 3-20) |
| DRS 4   | Unternehmenserwerbe im Konzernabschluss                                                                        |
| DRS 9   | Bilanzierung von Anteilen an Gemeinschaftsunternehmen im Konzernabschluss                                      |
| DRS 13  | Grundsatz der Stetigkeit und Berichtigung von Fehlern                                                          |
| DRS 16  | Zwischenberichterstattung BAnz AT 04.12.2012 B2                                                                |
| DRS 17  | Berichterstattung über die Vergütung der Organmitglieder                                                       |
| DRS 18  | Latente Steuern                                                                                                |
| DRS 19  | Pflicht zur Konzernrechnungslegung und Abgrenzung des Konsolidierungskreises                                   |
| DRS 20  | Konzernlagebericht BAnz AT 04.12.2012 B1                                                                       |
| DRS 21  | Kapitalflussrechnung BAnz AT 08.04.2014 B2                                                                     |
| DRS 22  | Konzerneigenkapital BAnz AT 23.02.2016 B1                                                                      |
| DRS 23  | Kapitalkonsolidierung (Einbeziehung von Tochterunternehmen in den Konzernabschluss) BAnz AT 23.02.2016 B2      |
| DRS 24  | Immaterielle Vermögensgegenstände im Konzernabschluss BAnz AT 23.02.2016 B3                                    |
| DRS 25  | Währungsumrechnung im Konzernabschluss BAnz AT 03.05.2018 B1                                                   |
| DRS 26  | Assoziierte Unternehmen BAnz AT 16.10.2018 B1                                                                  |
| DRS 27  | Anteilmäßige Konsolidierung BAnz AT 16.10.2018 B2                                                              |
| DRS 28  | Segmentberichterstattung                                                                                       |